# Настольные игры инков
Настольные и азартные игры у инков доколумбового периода в цивилизации Инков.

## История исследований
Об играх доколумбовых андских культур известно крайне мало. Практически ничего не говорится о них в книгах «История настольных игр помимо шахмат» и «Настольные игры на досках в различных цивилизациях», дающих широкий обзор игр со всего мира, древних и современных. Известны игры ацтеков с шариком и костями, в особенности — патолли, гоночная игра.
Именно из-за народных похоронных ритуалов такие американисты, как Норденскёльд, Карстен, Риве встретили игры, в которые до сих пор играют индейцы некоторых отдалённых деревень Перу и Эквадора. Там они увидели применение весьма типичных пирамидальных костей и практику ритуально-азартных игр для распределения вещей умершего. Они поняли, что эти игры, возможно, игрались ещё во времена инков, и попытались найти побольше деталей. Но хотя они и нашли некоторые интересные источники, их поиски — как этнологические, так и текстовые — были неудовлетворительны.
Первым учёным, попытавшимся сделать обзор инкских игр, была Эмилиа Ромэро, опубликовавшая в 1941 году статью, а затем выпустившая в Мексике брошюру. В основном, для представления собранного ею она использовала так называемых испанских «летописцев». Но она не смогла объяснить, какими эти игры были. Но сравнение с играми в кости и настольными играми других цивилизаций всё же помогает отследить, на что были похожи игры, игравшиеся инками. Можно, также, принять во внимание и археологические находки, хотя одни из них весьма спорны и, вероятнее всего, являются абаками — счётными устройствами. Пониманию того, как шла игра, могут помочь и этнологические обзоры.

### Испанские летописцы
У андских цивилизаций не было письменности. Соответственно, нет и записей, которые могли бы дать нам описание игр, в которые играли в доколумбовой Южной Америке. А в отличие от Центральной Америки, нет здесь и картинок: культура инков не любила изображений повседневной жизни. Поэтому в первую очередь приходится полагаться на записи, которые делали об увиденном испанцы. При этом надо учитывать, что они имели дело лишь с поздними инками, правившими в современных Перу и Эквадоре и некоторых частях Боливии и Чили в XV в. и начале XVI в., и которым предшествовали другие цивилизации: королевство Чиму (X—XIV вв.), цивилизации Вари и Тиауанако (VII—IX вв.), Моче и Наска (100 г. до н. э. — 600 г. н. э.), и это лишь немногие из них. Об играх, в которые играли эти люди, нам не известно практически ничего, исключая людей мочика, оставивших нам множество изображений своей повседневной жизни на своих искусно разукрашенных вазах.
В начале XX в. имелось очень мало напечатанных испанских текстов, имеющих отношение к древнему Перу. Конкистадоры не интересовались инкской культурой, а их отчёты имели отношение лишь к их собственным делам. Единственным источником, дающим детальное описание повседневной жизни инков, была книга Отца Бернабэ Кобо «История Нового Света», написанная в 1653 г., но изданная лишь в 1890—1893 гг. — «наилучшее и полнейшее из существующих описаний инкской культуры», согласно Роуве (en:John Howland Rowe). В ней мы находим главу (Кн. XIV, Гл. 17) «об играх, которые у них были для развлечения». Книга Мартина де Муруа «История происхождения и подлинная генеалогия инкских королей Пиру» — наш второй главнейший источник — была опубликована лишь в 1922—1925 гг., в неудачном издании в Лиме (даже имя автора напечатали с ошибкой: Моруа!). Удивительно иллюстрированный манускрипт Вамана Пумы — Гуамана Помы (Waman Puma) всё ещё пылился на полках Датской Королевской Библиотеки.
Положение изменилось прямо перед 2-й Мировой Войной. В 1936 году в Париже была издана «Новая хроника и доброе правление» Фелипэ Вамана Пума де Айялы (написана ок. 1615 г.) — в факсимильном издании, хотя и без замечаний и без содержания, а в 1946 году Бэйле (C.Bayle) сделал исправленное издание «Истории…» Муруа по оригинальному манускрипту из Иезуитских Архивов. Даже работы Отца Кобо были опубликованы в 1956 г. в лучшем издании. Вскоре в «Веллингтонских Бумагах» была обнаружена другая, более длинная версия «Истории» Муруа, которую опубликовали в 1962—1964 гг. Про игры там так ничего и не было. Наконец, в Мехико в 1980 году было опубликовано аннотированное (и с содержанием) издание «Новой Хроники» Вамана Пумы.
Все эти источники не особо информативны. Прославленный полу-инкский-полу-испанский писатель Гарсиласо де Ла Вега в своих «Подлинных комментариях об Индиях» (1609) даёт лёгкий намёк на игры инков. Из вышеупомянутых авторов, Ваман Пума приводит 2 загадочных списка и интересный рисунок (который мы позднее рассмотрим). Лишь Кобо и Муруа (в более короткой и более ранней версии) дают широкое описание реальных игр, хотя их описания и не совпадают.
У Эмилии Ромэро была великолепная идея добавить к этим текстам огромные словари местных языков, кечуа и аймара, составленные в конце XVI — начале XVII вв. Испанские миссионеры быстро поняли, что если им охота обратить индейцев в христианство, то они должны научиться говорить на их языках. Инки уже распространили единый язык — кечуа, который испанцы назвали «главным языком инков» (этот язык жив и поныне, и на нём говорят миллионы людей в Перу и Боливии). Они быстро составили грамматику и словари — уже в середине XVI в., в то время, когда даже европейские языки не были столь хорошо изучены.
Во всех этих словарях приводились статьи об играх с коротким описанием на кастильском. Самый ранний из них — словарь кечуа Доминго Санто-Томаса «Lexicon o vocabulario de la lengua general del Perú» (Вальядолид, 1560). Затем появился «Arte y vocabulario en la lengua general de Peru llamada quichua» (Лима, 1586), приписываемый Хуану Мартинесу. Главным словарём кечуа был «Vocabulario de la lengua general de todo el Perú, llamado lengua qqichua o del Inca» Диего Гонсалеса Ольгина (Лима, 1608). За ним последовал «Arte de la lengua quichua» Диего де Торрес Рубио (Лима, 1619). И хотя кечуа и был самым широко распространённым языком империи инков, не был забыт и широко распространённый на юге империи язык аймара. Итальянский Отец Лудовико Бертонио опубликовал свой «Словарь языка аймара» (Лима, 1612). Это — самый информативный из источников по некоторым играм.
Но все эти источники предлагают лишь слова. И их описания, если и присутствуют, то весьма смущают. Создаётся странное ощущение, что у инков был широкий спектр как игр с костями так и настольных игр: можно привести список примерно из дюжины названий. Однако это может быть заблуждением, так как, вопреки общему мнению, кечуа был — и остаётся — разделён на несколько диалектов, из которых «главный язык инков» был лишь доминирующим. Очевидно, что в этом списке есть синонимы из различных диалектов, с которыми испанцы вошли в контакт. Но вот общая категоризация игр, которые я собрал: очевидно, что есть чисто «игры в кости», игры-гонки и игры в охоту или войну. В таком порядке я их и опишу, приводя их различные найденные имена и произношения (в кечуа нет стандартного произношения, и у каждого автора с XVI в. есть своё собственное произношение!). Из-за увлечений инков у нас нет вспомогательных изображений, а археологические находки столь редки, что использовать их можно с трудом — но далее мы всё же обсудим некоторые из них. Этнология, оказавшаяся столь полезной в понимании игр ацтеков, здесь сильно разочаровывает. Однако, как мы увидим, сравнение с соседними культурами — такими, как мапуче и арауканы — даёт некоторые ключи к пониманию того, как некоторые из игр инков игрались.

## Инвентарь инкских игр

### Инкские игральные кости
Инкские игральные кости пичка (пичка, писка, пичка, пичика) [pichqa (pichka, pisca, pichca, pichiqa)] и вайру (уайру, гуайро) [wayru (huairu, guayro)].
У инков были особые 6-гранные пирамидальные игральные кости, которые они использовали как для чисто азартных игр, так и для игр-гонок. Есть лишь одна игра, упомянутая и описанная у всех летописцев и во всех словарях, хотя и под двумя именами: пичка (кеч. «5») и вайру. Инкские игральные кости найдены в археологических раскопках, а этнологи привели современные примеры.
Вслед за Лопесом де Гомара (1552), Отец Кобо говорит, что имя пичка носили игральные кости: они играли одной костью с пятью точками. Муруа описывает её, как волчок, добавляя далее, что индейцы играли одной костью, называемой пичка, со сторонами, содержащими: 5 точек, 1 точку, 2 точки, 3 точки, плюс «сторона 4»; поперечная вершина являла собою «5», а низ кости — «20» (III, 25). Согласно Гонсалеса Ольгина, «пичкана — это 6-гранный кусочек дерева». Именно такие объекты этнологи (Rivet 1925; Karsten 1930; Hartmann & Oberem 1968; Hocquenghem 1979) и археологи ( и нашли.
Костью «пичка» играли простую игру в кость, в которой победителем становится набравший больше очков, или же в гоночную игру (.
Другое название этой кости — вайру, но удовлетворительного объяснения этой дифференциации нет. Гонсалес Ольгин (1608) приводит оба названия, как синонимы: «Уайру. Ппичка. Игра местных жителей», добавляя: «Уайру. Самое большое очко (в играх), или наилучшее для выигрыша». У Санто Томаса (1560) есть слово гуайрони со значением «играть в игру наудачу» или «играть в игры с костями». Словарь 1586 года определяет уайру, как «фишка, или азартная игра индейцев», а пичка, пичкана — как «некий вид индейской игры». В языке аймара эти слова примерно такие же: Бертонио приводит две очень похожие настольные игры — уайриситха и пискаситха.
Очевидно, что в вайру/пичка играли в связи с похоронами. Уже в начале XVII в. Отец Арриага заметил, что в писка играли, чтобы продолжать наблюдение за телом покойного (маленькими счётными палочками с различными полосками). Хуан де Веласко утверждает, что пятисторонней уайру («большую игральную кость из кости с пятью точками») предпочитали играть в ноябре. Это ритуальное применение игральной кости уайру отмечено многими этнологами. Риве думал, что пичка была распространена в Перу, а вайру доминировала в Эквадоре.
Инкская игровая кость, возможно, не очень стара: у мочика, игры которых показаны на расписных вазах, её, видимо, ещё не было. Вместо костей они использовали двухцветные фасолины. Интересно отметить, что изначально слово вайру было названием чёрно-белой фасоли (Erythrina americana).
Удивительно, что словари дают разные названия для игральной кости инков. Согласно Бертонио чунка (кеч. «10») — это её двойник в языке аймара: «Чунка: пальмовый орех для игры». В этом же словаре есть слово ccanccallu (kankallu, kancalla) для игровой кости из дерева; в современном аймара слово канкалья значит «игровая бабка» (De Lucca 1983: ‘taba, astrágalo, hueso del pie’: бабка, полукруг, игральная кость). Поль Риве указал, что эта кость называется на диалекте Куско, также, тава, тауа, тагуа; он видел в этом слове источник испанского слова taba. Но это весьма спорно, так как согласно другим источникам этот термин происходит от арабского игрового термина tâb.

## Настольные игры
Из литературных свидетельств известно, что у инков было несколько видов настольных игр; большинство из них — игры гоночного типа.

### Игры-гонки
«Летописцы» дают примерно 6 различных названий того, что, очевидно, является гоночными играми, то есть настольными играми с игровой костью. Некоторые из них, должно быть, синонимы. Из них часто упоминается чункана (от чунка — кеч. «10»), и реже — аукай, таканако, аланкола/ункунья. Слова пичка/вайру, видимо, тоже означали реальные настольные игры. И во всех этих играх была нужна лишь одна инкская игральная кость.
- Aukay (awkai, aucai)[17] = takanako?[18]

У Муруа эта игра представлена так: «аукай — это сложная игра с доской и разноцветными фасолинами; очки в ней считаются бросанием писка, и это очень приятная игра». В классическом кечуа слово ауккай имело значение «война». И хотя Муруа — единственный автор, упоминающий эту игру, его описание очень близко к описанию таканако у Кобо. В языке аймара, согласно Бертонио, слово аукаттана означало доску аланкола.
- Chungani, chuncani[21], chuncana[22], chuncaycuna, ccullu chuncana[7], chuncara[5] ([23]

Это — гоночная игра, игравшаяся на 5 квадратах с разноцветными фасолинами и костью пичка. Счёт шёл десятками, от 10 до 50. И хотя полного её описания нет, это наиболее хорошо задокументированная гоночная игра. У Санто-Томаса мы находим слово чунгани со значениями «игра на удачу» и «играть в карты». Словарь 1586 г. даёт: «Чункана. Вид игры на удачу» и «Cullu chuncana. Шахматы и нарды — от ккулю = дерево». Гонсалес Ольгин (1608) всё это повторяет, добавляя «чункана куна — игровой инструмент»; Лара даёт «чунканакуна — инструменты и предметы, применяемые в игре».
И опять Бернабэ Кобо даёт самое детальное описание этой игры: «чункара [ошибочное произношение для чункана?] — ещё одна игра с пятью маленькими выемками в плоском камне или в доске: игралась с разноцветными фасолинами; когда бросалась кость, в соответствии с результатом, они передвигали эти фасолины из одного поля в другое до самого конца; первый квадрат имел значение 10, а цена каждого следующего возрастала на 10, так что 5-й означал 50». Отметим, что Муруа об этой игре умалчивает.
Похоже, чунка имела для игроков особое значение. Согласно Гарсиласо де Ла Вега, «словом чунка называлась некая игра … для её названия они употребляли число 10. И это было, также, одно из названий игральной кости в языке аймара».
- Halankola, jalankola или hunkuña, juncuña

halancola, halancolatha, halancolasitha (гл.) = huncusitha (гл.), huncosiña, hilancula
Согласно Бертонио, аланкола была игрой-гонкой, отчасти напоминающей нарды, и игравшейся с костью пичка на доске под названием аукаттана ("отчасти похожей на нарды и называемой аланкола, а по внешнему виду её зовут аукаттана, а используемую в ней деревянную игральную кость — писка, а о выемках или ямках этой игры говорят аланкола — см.’Juego’ "). В словаре Бертонио есть и другие упоминания этой игры:
«Аланкола. Ямки или поля в называемой так же игре, отчасти похожей на нарды». (s.v. Halancola)
«Ункуситха. Играть как в тагуа, с большой деревянной игральной костью, продвигая камушки по их домам и выемкам; то же, что и халанколатха» (s.v. Huncusitha)
Одновременно с этим, Фелипэ Ваман Пума де Аяла предлагает список игр, в которые в апреле играли «благородные лица». Среди них была и иланкула (для которой, видимо, тоже нужна была кость пичка). Далее есть ещё одно упоминание в ещё одном списке игр: карты, кости, шахматы, «иланкула, чалко, чима» и т. д. В третий раз, рядом с пичка, иланкула упоминается у Гуамана Помы.
- Pasa (от кеч. пачак — «100»)[33],[34]

Игра-гонка у индейцев аймара, описываемых на стр.1735-44 у Хорхэ Хуана и Антонио Ульоа, игралась на деревянной доске (или счётах?) в форме двухголового распростёртого орла с 10 ямками на каждой стороне, с колышками и семигранной костью, одна из сторон которой называлась гуайро (вайру). Побеждал тот, кто первым достигал 100. Согласно (Juan&Ulloa), это была «единственная игра, в которую индейцы Перу играют часто» (Index). Возможно — форма вайруситха.
- Pisca[35], piscasitha[36], wayrusitha[10][11]

Очевидно, что и пичка, и вайру были играми-гонками. Муруа упоминает и «другую игру», в которую играли с костью писка, со «своею доской и своими ямками или полями, по которым они перемещали свои фигуры». Бертонио приводит 2 глагола — уайруситха и пискаситха, значивших «играть маленькими камушками, перемещая их по ямкам (полям) в соответствии с очками, выпадавшими на большой кости (уайру или писка); в одной из этих игр они перемещали камушки по полному кругу, а в другой они текли подобно реке».
Такая игра походит на то, что Росвит Хартманн и Удо Оберем наблюдали в 1965 году в Сигсиге (Эквадор) под именем уайру. Это игра-гонка, игравшаяся с костью пичка/вайру, на доске с 29 ямками, выстроенными в почти треугольный контур, разделённый медианой. В ней использовалось неустановленное число фигур (кукурузных зёрен, фасолин и т. д.). Маршруты двух игроков различны: кратчайший путь (1) состоял из 10 пунктов, а более длинный (2) — из 20 пунктов. Начинал тот, у кого первым выпадала сторона вайру с крестом. Побеждал тот, кто первым достигал центра. Хартманн и Обберем забыли дополнить эту информацию, так что теперь у нас нет ни других деталей, ни знания того, что случается, когда фигуры противников сталкиваются.
Несколько схожее расположение ямок мы встретим в игре-гонке, кечукавэ игравшейся у мапуче (арауканов) (см. далее). Как мы увидим, эта их игра, в которой использовалась такая же пирамидальная кость, может быть близкой родственницей инкской игры.
- Tacanaco[37] = aukay?[38]

Гоночная игра «наподобие нард» с разноцветными фасолинами и костью пичка. Кобо пишет: «игра ещё одного вида называлась таканако; в неё играли с такой же костью и разноцветными фасолинами, наподобие нард». Кобо — единственный, кто упоминает эту игру, но его описание выглядит очень похоже на игру аукай, упоминаемую Муруа. У Ромеро таканако отождествляется с халанколатха.

### Стратегические игры
Помимо игр-гонок, некоторые источники говорят о существовании «стратегической» игры (без костей) под именами таптана и комина. Фактически, эти «инкские шахматы» — «игра-охота» на доске для алькерка с треугольником, добавленным к одной из сторон.
- Komina, cumi, comina[24], cumisiña[27][39]

Игра-охота. Слово комина появляется в словаре Санто-Томаса, как синоним слова таптана: «таптана, комина: шахматы, нарды или алькерк» и «комина, или таптана: алькерк». У Бертонио есть статья под заглавием кумисинья/кумиситха: «Кумиситха. Играть в игру, которые мы, как некоторые, назовём „гусёк“, хотя это вещи весьма различные». Он, также, говорит о кумисинья, как об эквиваленте испанского алькерка, или шахмат: «Алькерк, кумисинья и тому подобное означает шахматы, так как индейцы не различают эти игры, если не всматриваются в то, как в них играют». В современном словаре кечуа слово куми определено, как «игра, которую испанцы называют 'лев и овцы' — несомненно, игра-охота, аналогичная английской 'лиса и гуси'. Игра 'лев и овцы' популярна в Южной Америке, где роль льва играет пума (львы там не водятся)».
- Puma[41][42]

Есть, также, настольная игра пума.
Редкие упоминания о ней совершенно не информативны. Гонсалес Олгин (1608) пишет: «Пума. Индейская игра. — Пумани. Играть в эту игру», а у Торреса Рубио есть: «Пума. Некая индейская игра». Кобо упоминает её вместе с апайталья в конце «хитроумных игр»; согласно ему, игры апайталья и пума менее ценимы.
Слово пума означает, также, и «андского льва», и это вызывает соблазн связать игру пума с игрой «лев и овцы», другим словом — с комина. Мы увидим, что мапуче называют свою игру комикан «львёнком» (es:Komikan).
- Taptana[44], tapta[45], возможно тж. atapta[46]

Если верить эквивалентам, даваемым испанскими составителями словарей, игра таптана была игрой в войну или игрой-охотой. В современном кечуа слово таптана значит «шахматы».
Во всех трёх вышеупомянутых источниках есть упоминание игры таптана, описываемой как «алькерк» или «шахматы». Словарь 1586 года добавляет, что слово таптана означает «шахматную доску», используемую для самой игры тапта. Интересно, что (Santo Tomás, 1560) даёт слову таптана синоним комина. В своей более крупной и поздней версии Мартин де Муруа упоминает лишь одну игру, которую он называет атапта, «похожую на нарды»; в неё играл Инка Тупак Амару.
Олаф Холм правильно отметил, что Ваман Пума ссылается на игру, в которую последний Инка Атауальпа играл в тюрьме Кахамарка перед своей смертью в 1533 г. Согласно его «Новой хронике», Атауальпа «играл в шахматы, которые они (индейцы) называли таптана». На рисунке Гуамана Помы показана сцена с Атауальпой в цепях перед охранниками. Между ними лежит доска, на первый взгляд напоминающая алькерк.
Мы не знаем, верно ли, что таптана имела также название комина (и, возможно, пума…), и что это была игра-охота, известная нынче как «лев и овцы». Как мы увидим, игра комикан, в которую играют мапуче, вероятно, родственна комина (кечуа) и кумисиня (аймара). Доска комикан у мапуче имела такую же решётку, как алькерк, с добавлением треугольника к одной стороне. Можно представить, что на своём рисунке Ваман Пума стремился изобразить именно её.
Археологи были достаточно удачливы, чтобы найти такой же образец, вычерченный на доиспанской стене на площади у церкви в Чинчеро (около Куско). Эти граффити были найдены и проанализированы Альсиной Франч. Одно из них — несомненно, доска для таптана/комина, другое — выглядит, как «испорченная» доска. И хотя автор датирует эти граффити XVII веком, он демонстрирует, что они относятся к доколумбовой традиции. Стюарт Кулин, также, сообщает о перуанской игре под названием солитарио, демонстрируя такое же треугольное дополнение.
Являлась ли таптана/комина местной игрой? Доска на иллюстрации Вамана Пумы де Аяла — это просто доска для испанского алькерка, использовавшаяся для игры в войну (alquerque de doze) или для игры-охоты (cercar la liebre, castro). Кроме того, все наши источники моложе Колумба. Другие такие военные игры известны в Европе и Азии, а также — в Мексике и юго-восточной культуре США. Однако добавочные треугольники появляются лишь в Южной Азии. Существуют и игры-охоты на такой же доске, но добавочные треугольники известны лишь в Китае и Японии. Эти треугольники, всегда парами, по одному с каждого бока, явно различны: южноамериканская игра не может происходить от этих азиатских форм. И поскольку они не могли заимствовать этот треугольник из Европы, есть основания думать, что эта игра является доколумбовой.

### Apaytalla: Игра с фасолинами
В своих знаменитых «Настоящих комментариях» Гарсиласо де Ла Вега говорит, что кроме съедобной фасоли инки знали и другие виды фасоли, называемые чуй, «несъедобные» — круглые, разных цветов и маленького размера («как горошины»), которым они давали смешные или «подходящие» имена, и которые они использовали для многих детских и взрослых игр. Гарсиласо помнил, как сам играл с такими горошинами.
- Apaytalla[56][57]

У Муруа упоминается игра апайталя, в которой использовались фасолины разных типов и названий, бросаемые сверху на землю, с бороздами в виде линий и дуг; победителем становился игрок, который «вырывался вперёд и был самым шумным[!]»… Легенда приписывает изобретение этой игры Королеве Анауарке.
Согласно Кобо, это была «менее уважаемая игра». У составителей словарей (Санто Томас, Гонсалес Ольгин, Бертонио) нет статьи ни для этого слова, ни для какой-либо подобной игры. У Ольгина (1608) есть лишь слова «чууй или чуй. Фасолины, сильно расцвеченные, размером с горошины, и другие, поменьше».
Весьма соблазнительно было бы отождествить эту инкскую игру — апайталя — с игрой, часто изображаемой на керамике мочика (100 г. до н. э. — 600 г. н. э.). В этих игровых сценах показаны игроки, держащие разноцветные фасолины и размахивающие палочками, которые применялись скорее для ведения счёта, чем как игровые кости, так как у каждого игрока был свой собственный набор. Волнообразная земля выглядит песчаной; фасолины кладутся как в углубления, так и на гребни. У мапуче есть подобная игра, называемая lligues (llüqn) или awarkuden (см. далее). И хотя Р. Ларко (пытавшийся показать, что письменность в Южной Америке была известна и в доколумбову эпоху) и интерпретировал эти сцены, как «письменные мастерские», теперь они признаны игровыми сценами.
Это подразумевает, что до применения достаточно изощрённой игровой кости инками жители Анд использовали в качестве игральных костей фасолины, как ацтеки.

## Неустановленные игры
У Гуамана Помы приводится 2 списка игр, игравшихся «знатью». Некоторые из этих названий больше нигде не встречаются, и объяснений им нет. Тем не менее, я решился привести тут и их.
Стр. 243 [245]: «весь месяц [апрель] знать играет в игры риуи, чока, уайро из йнака, пичика из иланкула и чалько чима» (издание 1987 г.).
Стр. 766 [780]: «и учатся играть в карты и кости, как испанцы, в шахматы, иланкула, чалко, чима, уайро, йнака, риуи, пампайруна, йспитал, уайро йнака[!]»
- Riuichoca (riwichuqa)[62]

Игра с бросанием, известная нынче как риви или льиви, а в Испании — как болеадорас. Это старое охотничье орудие, изготавливаемое из трёх камней или свинцовых шаров (bolas), связанных верёвкой. Шары эти бросались как можно дальше.
- Ynaca (iñaka?)[64]

Значение этого слова неясно. В кечуа слово иняка значит «пелерина», но в аймара оно значит «знатная женщина из дома Инки». Можно прочесть «уайро из йнака» (= wairu [de] iñaqa) как «игра вайру знатной женщины Инки»… Во втором списке Ваман Пума повторяет слова «uayro ynaca» дважды.
- Cha[l]lco chima, challkuchima[64]

Чалькочима — это имя инкского военачальника (Challcochima, Challicuchima, Challkuchimaq, Challkuchima…), сподвижника Атауальпы, победившего Уаскара и, наконец, убитого испанцами. В аймара слово kallko (устар.) значило «5».
- Pampayruna[68]

У слова пампайруна есть лишь одно значение: «проститутка»! У Гонсалеса Ольгина (1608) есть слова: «Пампайруна. Публичная женщина», а у Торреса Рубио — «Пампайруна. Проститутка». В современном кечуа значение это не изменилось: «Панпаруна. Проститутка»! Неужели это, также, и название игры?
- Yspital[68]

Ещё одно загадочное слово, значение которого неизвестно (госпиталь?).

## Игральная доска или абак?

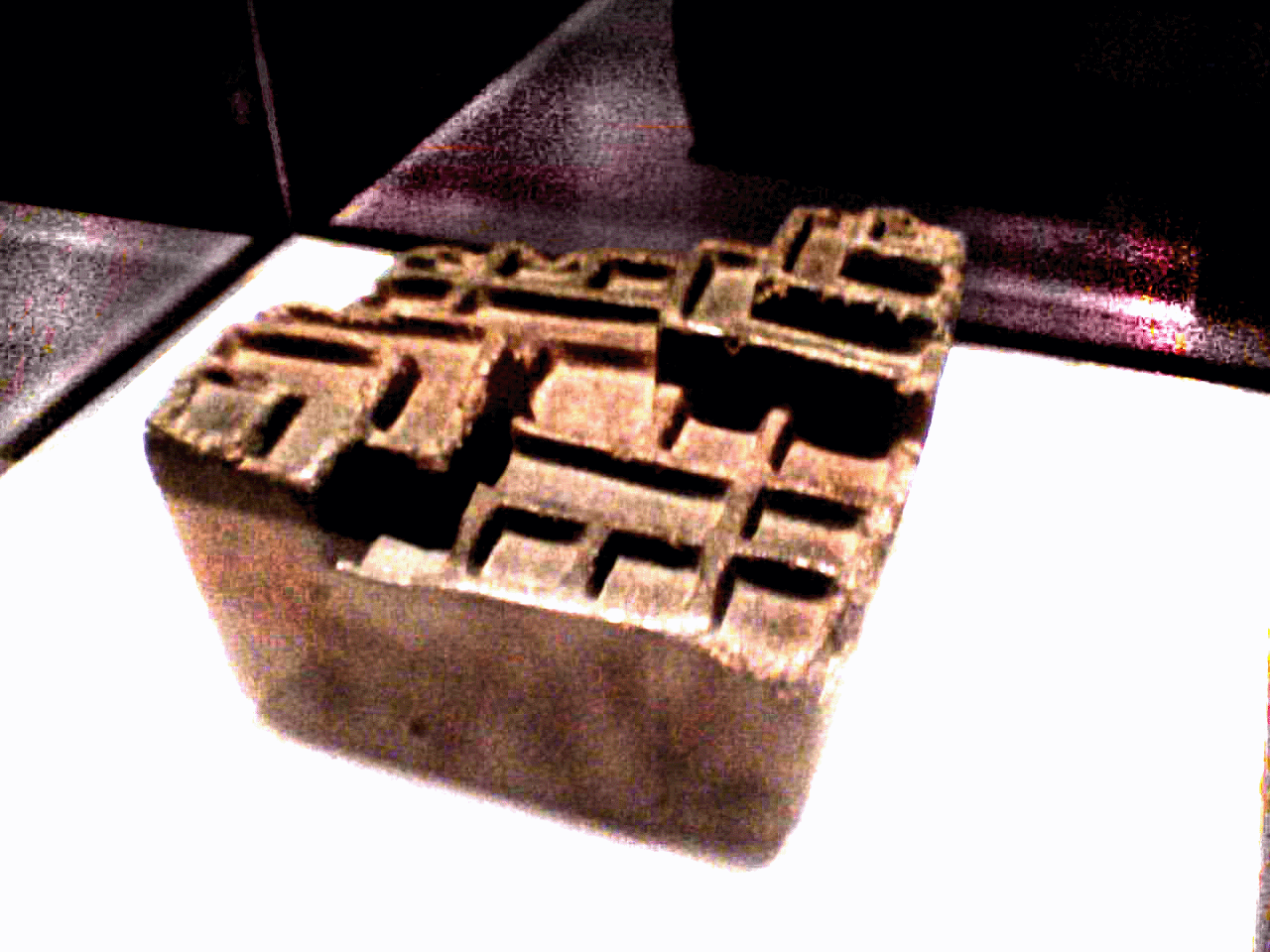
Юпана

Существует артефакт, который иногда представляют, как «инкские шахматы»: этот загадочный объект (имеющий альтернативную интерпретацию как абак — устройство для счёта), иногда выглядит очень похоже на миниатюрный за́мок, модель крепости или игровую доску. Гипотезу, что это была настольная игра, выдвинул Норденскёльд (Nordenskiöld). Его демонстрация была привлекательна: у индейцев чако есть сильно похожая гоночная игра под названием цука, чуканта или шуке (от кечуанского чунка — «10»), в которую они играют, бросая палочки как игральные кости. Ссылка Кобо на чункара выглядит хорошим подтверждением теории Норденскёльда. Более того, правила чакской игры работают и будучи применёнными к этому инкскому артефакту!
Однако описание Кобо в целом под эту чакскую игру не подходит, и трудно поверить, что столь сложный многоуровневый объект использовался для настольной игры.* Недавние исследования, предпринятые Карлосом Радикати ди Примэльо показали, что фактически это юпана, инкский абак. Другие объекты, которые иногда представляют, как настольные игры, очевидно являются родственником этого абака. И хотя некоторые учёные пытались поддержать теорию Норденскёльда, есть веские основания принять хорошо задокументированное объяснение Радикати.

## Игры мапуче (арауканов)
Поскольку некоторый свет на игры инков может пролить изучение соседних культур, были изучены, также, игры мапуче. Бывшие арауканы жили к югу от Инкской империи, и были частично ими завоёваны. Сейчас они называют себя мапуче, и живут на севере Чили. Мапуче подверглись влиянию инкской культуры: неудивительно, что их игры весьма схожи с играми инков. К счастью, ранние описания арауканов весьма информативны, и дают детальное описание их игр. У Алонсо Де Овалье есть даже иллюстрации, показывающие две игры в действии.
- Kechukawe (quechucayu, quechucague)

Согласно описанию Де Овалье, кечукагэ — это гоночная игра, игравшаяся на доске в форме полукруга, с сегментами по 5 полей в каждом; единственная игровая кость выглядит, как вытянутая пирамидка; фигурки — маленькие камушки. Росалес говорит, что это азартная игра, но не упоминает никакого контура; однако он описывает устанавливаемое на высоте кольцо, через которое эта «треугольная» кость бросалась. Сравнение с гравюрой Де Овалье показывает сильную схожесть кечукагэ с гоночной игрой, которую Хартманн и Обберем видели на юге Эквадора в 1960-е годы. Эта игра называлась уайру (вайру), что, как мы знаем, синоним пичка. Как и пичка, кечукавэ происходит от слова мапуче кечу, значащего «5».
В коллекции Франциско Фонка есть «игровой камень» с пятью маленькими дырочками на каждой стороне, найденный в Группе IV в El Retiro. Подготовленные Фонком зарисовки не были напечатаны.
Книга M. De Olivares «Historia military, civil y sagrada … del reino de Chile» даёт больше деталей об игровой кости арауканов: это «равнобедренный треугольник» со сторонами, помеченными 1, 2, 3, 5 (?) и 0; игра кечункагэ или кечукан — это гоночная игра, наподобие игры «гусёк», фигуры в которой перемещаются согласно тому, что выпадает на игральной кости. Интереснее то, что каждая фигура, наталкиваясь на другую фигуру, «ест» её, «как в шахматах». Так что настольная игра кечукавэ, похоже, принадлежит к классу «гоночных игр со взятием», известному и в других цивилизациях (напр., арабо-мусульманская tâb wa-dukk и множество её родственников). Использовалось ли в ней установленное на высоте кольцо, известное как chúgudhue, — неизвестно.
У Молины объясняется, что «кечу, которую индейцы очень любят, сильно похожа на нарды, но вместо игральной кости они используют деревянный треугольник, помеченный точками, который они бросают через круг, поддерживаемый на высоте двумя палочками, как, возможно, fritillus (кубок для костей) в древнем Риме».
Современные учёные описали игру под названием кечукавэ, но это простая игра в кости. Манкилеф сообщает, что эта игровая кость — пятигранная призма, бросаемая через «воронку» в круге на землю. Счёт ведут с помощью палочек (palitos). Именно это мы и видим на гравюре Де Овалье «Modi ludendi indorum». В начале XIX в. Луис де Ла Крус наблюдал такую же игру среди Пегэнче под названием гуаро [вайру], играемую с костью кечу, palitos и устанавливаемым на высоте кольцом.
Существует сильная параллель между пичка у инков и кечу у мапуче: они не только имеют практически одинаковую форму, и не только оба их названия значат «5», но, также, обе они используются для двух игр: простой игры с костью и гоночной игры. Поэтому кечукавэ — это точный эквивалент инкской пичка, и есть повод думать, что гоночная игра кечукавэ — это двоюродная сестра инкской уайриситха / пискаситха.
- Komikan, comican

Согласно Молине, арауканы знали «искусную игру в шахматы, которой они дали название комикан». В комикан играли и в начале XX в., как указано у Манкилефа и Матуса: это игра-охота, игравшаяся на клетчатой доске с треугольником, добавленным к одной из сторон. Она имела, также, название львёнок. На ней — 38 узлов (25 на основной доске + 13 на дополнительном треугольнике). У одной из сторон — 12 фигур: perros (исп. «собаки»), или perritos (исп. «собачки»), а у другой — одна более крупная и более сильная фигура, называемая комикелу (лев). Собачки ходят на один шаг вперёд; они пытаются загнать льва. Лев имеет возможность съесть собачку, перескочив через неё. Допустимо несколько коротких прыжков подряд. Что именно происходит на добавленном треугольнике, наши источники не раскрывают. Матус сообщает, что он видел, как в эту игру играют «индейцы внутренней Вальдивии, но я не смог прояснить у них этот предмет (правила игры), так как они отказались сообщить мне детали».
Вследствие скудности информации, Мюррей определяет комикан («говорят, напоминающий шахматы» — вслед за Molina), как «военную игру, о которой у нас нет достоверных данных». Но эта игра мапуче, скорее, принадлежит к семейству, которое Муррэй назвал «тигровыми играми». Но хотя комикан частично и напоминает охотничью игру, игравшуюся на доске для алькерка, у него есть и свои особенности: ни в одной европейской игре к этой доске не добавлялся треугольник, и сомнительно, чтобы эта игра могла прийти к мапуче из Малайзии или Индонезии! И даже в этих странах правила и начальная расстановка фигур — другие.
Игра мапуче комикан — это, несомненно, эквивалент инкской игры комина/комикан. Слово комикан схоже и с комина (кечуа) и с куми (аймара). Схожесть этих игр уже была отмечена. И хотя нет описаний игры комикан ранее конца XVIII в. (его не упоминают ни De Ovalle, ни Rosales, ни Olivares), нелегко предположить, что это была просто лёгкая модификация, заимствованная у европейцев. Однако так оно, скорее всего, и было.
- Llügun, lüqn, lünk, lüq, llique, lligues[92]; совр. мапуче — awarkuden, «игра фасолинами»[93].

Жители Анд играли, также, в «фасолевые» игры, в которых вместо игровых костей применялись наполовину чёрные фасолины. Можно отследить, как эта традиция восходит к культуре мочика (100 г. до н. э. — 600 г.н. э.); мапуче называли её llügün (или lligues), а нынче зовут awarkuden.
Для игры необходимо 8 очищенных фасолин, чёрных с одного края и покрытых точками, которые бросают на циновку (понтро), и 20 «считалочек» (коб, коу) — палочек, зёрен или фасолин — для ведения счёта (по 20 у каждого игрока). Игра сопровождается заклинаниями. Очки, определяющие победу и поражение, соответствуют числу того, что выпадает лицевой стороной: (4 белых и 4 чёрных) = 1 очко; (все белые или все чёрные) — 2 очка.
В (De Ovalle, 1646) описывается, без названия, игра в porotos o habas (фасолины): «для этого они отбираются белые, и с одной стороны их красят чёрным (…); их бросают на землю через подвешенный круг или большое кольцо; больше очков получает тот, у которого большее число фасолин выпадает окрашенной стороной вверх». При этом игроки ударяют себя в грудь. В (Rosales, 1674) описана игра uies, которая, как сказано, напоминает кости. Игроки кричат на фасолины. Согласно, lligues — это «12 половин фасолин, одни чёрные, а другие белые».
Армандо Виванте предположил, что арауканская аваркуден была той же игрой, что и инкская апайталя, и игра, изображённая на керамике мочика. Однако в них есть некоторые различия: palitos в ранних источниках не упоминаются. На вазах мочика нет следа кольца для бросания, а нарисована всхолмлённая песчаная земля с фасолинами, помещёнными в углубления и на гребни.